# Гранична зона
Гранична зона (јап. 幻怪地帯, Genkai Chitai) јесте манга коју је написао и илустровао Џунџи Ито. Објављивала се од 2020. до 2021. године у дигиталној ревији LINE manga, компаније LINE.  Поглавља су сакупљена у два тома.
У Србији, издавачка кућа Дарквуд преводи мангу на српски језик од 2024. године.

## Радња
Манга се састоји од четири кратке приче. У првој, мистериозна нарикача наводи људе да непрестано плачу. Друга прича се одиграва у женској школи где се жена директора облачи као Богородица. Трећа прича се одвија у Аокигахари, фамозној шуми где многи јапанци одлазе да се убију. Последња прича прати човека који је убеђен да убија људе док месечари. 

## Издаваштво
Мангу Гранична зона написао је и илустровао Џунџи Ито. Објављивала се од 15. априла 2020. до 4. фебруара 2021. године у дигиталној ревији LINE.
У Србији, издавачка кућа Дарквуд преводи мангу на српски језик од 2024. године.

#### Списак поглавља
| Бр. | Првобитни датум издања | Првобитни      | Датум издања на српском | на српском        |
| --- | ---------------------- | -------------- | ----------------------- | ----------------- |
| 1 | 22. март 2021.         | 978-4022143181 | 28. јун 2024.           | 978-86-6163-698-1 |
| \| - 1. „Нарикачино сокаче” (泣女坂 -) - 2. „Мадона (Богородица)” (魔怒女 ) - 3. „Проток душа Аокигахаре” (青木ヶ原の霊流 ) - 4. „Дремеж” (まどろみ ) \| |                        |                |                         |                   |
| 2 | 7. децембар 2022.      | 978-4022143501 | —                       | —                 |
| - 1. „Нарикачино сокаче” (泣女坂 -) - 2. „Мадона (Богородица)” (魔怒女 ) - 3. „Проток душа Аокигахаре” (青木ヶ原の霊流 ) - 4. „Дремеж” (まどろみ )       |                        |                |                         |                   |

## Спољашњи извори
- Гранична зона (манга) на веб-сајту